# Dunajski zrezek
Dunajski zrezek (nemško Wiener Schnitzel) je ena najbolj znanih jedi dunajske kuhinje. To je tanek telečji zrezek, paniran in ocvrt v maščobi. Verjetno izvira iz severne Italije oziroma natančneje, iz Milana. Costoletta alla milanese se pripravlja podobno iz nekoliko debelejših kotletov in je v 14. ali 15. stoletju našla pot na Dunaj. Po drugi verziji ga prinesel iz Italije maršal Radetzky leta 1857. Ime dunajski zrezek (Wiener Schnitzel) se je uveljavilo okrog leta 1900.
Klasično se servira z limono, krompirjevo solato ali pečenim krompirjem ter kumarično solato.
Če se na enak način pripravi svinjski ali puranji zrezek, se ne sme imenovati dunajski zrezek, ampak zrezek pripravljen na dunajski način ali dunajski zrezek iz svinjine ali dunajski zrezek iz puranjega mesa.